# 李鶚 (五代)
參數所指定的目標頁面不存在，建議更正成存在頁面或直接建立下列一個頁面（建立前請先搜尋是否有合適的存在頁面可以取代）：
- 李鹗

李鶚（？—？），一作李鄂。五代人。
後唐時為太學博士。曾在國子監刊印《五經》，書法學欧阳询，精於楷書，和王文秉的篆书，杨凝式的行草和稱“二王颜柳”余韵。